# Правителство на Климент 2
Второто правителство на митрополит Климент е единадесето правителство на Княжество България, назначено с прокламация „Към българския народ“ от 9 август 1886 г.
Първото временно правителство на България, обявено не от княз Александър I Батенберг управлява до 12 август 1886, след което е наследено от третото правителство на Петко Каравелов.

## Политика
След Деветоавгустовския преврат отказът на бившия министър-председател Петко Каравелов, Димитър Греков и Константин Стоилов да участват в предложеното от детронаторите правителство принуждава офицерите превратаджии да образуват кабинет само от русофили начело с митрополит Климент. Два дни след като поема властта, то е обявено за незаконно от Стефан Стамболов (председател на Народното събрание) и Сава Муткуров – ръководители на започналия контрапреврат. Към тях се присъединяват всички политически сили, които виждат в поведението на офицерите русофили и царската дипломация заплаха за независимостта на България.
Отказват участие и трима от назначените министри – майор Константин Никифоров (на войната), Васил Радославов (на правосъдието) и Константин Величков (на просвещението).
Против преврата в София се обявява и голяма част от войските, разположени в провинцията. Това кара ръководителите му, майор Петър Груев и майор Анастас Бендерев, да отстъпят властта на Каравелов само три дни след издигането на Климент. Опасността от гражданска война става реалност.

## Съставяне
Кабинетът, оглавен от Климент Търновски, е коалиционен - образуван от представители на Консервативната партия, Либералната партия (цанковисти) и Либералната партия (радослависти) и руски генерали, начело на военното министерство.

### Кабинет
Сформира се от следните 6 министри и 1 председател:
| министерство                      | име | име                  | партия                          |
| --------------------------------- | --- | -------------------- | ------------------------------- |
| председател на Министерския съвет |     | Климент Търновски    | Консервативна партия            |
| военен                            |     | Константин Никифоров | военен                          |
| вътрешни работи                   |     | Драган Цанков        | Либерална партия (цанковисти)   |
| външни работи и изповедания       |     | Христо Стоянов       | безпартиен                      |
| правосъдие                        |     | Васил Радославов     | Либерална партия (радослависти) |
| народно просвещение               |     | Константин Величков  | безпартиен                      |
| финанси                           |     | Тодор Бурмов         | Консервативна партия            |

В краткия си период на водене не са правени промени.